# Washington Wizards 2012-2013
La stagione 2012-13 dei Washington Wizards fu la 52ª nella NBA per la franchigia.
I Washington Wizards arrivarono terzi nella Southeast Division della Eastern Conference con un record di 29-53, non qualificandosi per i play-off.

## Roster
| N° | Naz.                       | Ruolo | Sportivo         | Anno | Alt. | Peso |
| -- | -------------------------- | ----- | ---------------- | ---- | ---- | ---- |
| 1  | Rep. Dominicana (bandiera) | A     | Trevor Ariza     | 1985 | 203  | 91   |
| 2  | Stati Uniti (bandiera)     | G     | John Wall        | 1990 | 193  | 89   |
| 3  | Stati Uniti (bandiera)     | G     | Bradley Beal     | 1993 | 191  | 94   |
| 7  | Stati Uniti (bandiera)     | G     | Jannero Pargo    | 1979 | 185  | 79   |
| 9  | Stati Uniti (bandiera)     | A     | Martell Webster  | 1986 | 201  | 95   |
| 12 | Stati Uniti (bandiera)     | G     | A.J. Price       | 1986 | 188  | 82   |
| 13 | Francia (bandiera)         | A     | Kevin Séraphin   | 1989 | 205  | 120  |
| 14 | Stati Uniti (bandiera)     | G     | Shaun Livingston | 1985 | 201  | 83   |
| 15 | Stati Uniti (bandiera)     | G     | Jordan Crawford  | 1988 | 193  | 88   |
| 17 | Stati Uniti (bandiera)     | G     | Garrett Temple   | 1986 | 198  | 86   |
| 20 | Stati Uniti (bandiera)     | A     | Cartier Martin   | 1984 | 201  | 100  |
| 22 | Stati Uniti (bandiera)     | G     | Shelvin Mack     | 1989 | 191  | 98   |
| 24 | Rep. Ceca (bandiera)       | A     | Jan Veselý       | 1990 | 211  | 109  |
| 30 | Stati Uniti (bandiera)     | C     | Earl Barron      | 1981 | 213  | 111  |
| 31 | Stati Uniti (bandiera)     | A     | Chris Singleton  | 1989 | 203  | 104  |
| 35 | Stati Uniti (bandiera)     | A     | Trevor Booker    | 1987 | 201  | 110  |
| 42 | Brasile (bandiera)         | AC    | Nenê Hilário     | 1982 | 211  | 118  |
| 50 | Stati Uniti (bandiera)     | C     | Emeka Okafor     | 1982 | 208  | 114  |
| 98 | Stati Uniti (bandiera)     | C     | Jason Collins    | 1978 | 213  | 116  |

## Staff tecnico
- Allenatore: Randy Wittman
- Vice-allenatori: Don Newman, Don Zierden, Sam Cassell, Ryan Saunders, Jerry Sichting
- Preparatore fisico: Drew Cleary
- Preparatore atletico: Eric Waters